# Ибрахим паша
Вижте пояснителната страница за други личности с името Ибрахим паша.
Ибрахим паша (на османски турски: إبراهيم باشا; на турски: Kavalalı İbrahim Paşa) е валия (османски губернатор) на Египет, управлявал през 1848 година (юли – ноември), непризнат хедив на Египет и Судан. Египетски фелдмаршал. Губернатор на Кайро (1805 – 1806) и Горен Египет (1812 – 1816), Джида и Хиджаз (1817 – 1840), Дамаск (1832 – 1840) и Морея (1825 – 1828). Осиновен син, съ-управител и приемник на Мохамед Али паша.

## Детство и ранна кариера
Ибрахим е роден в град Драма, тогава в османската провинция Румелия, в семейството на гръцка християнка и мъж на име Турмацис.
След като родителите му се развеждат, майка му се омъжва за Мохамед Али паша, който осиновява детето и му дава името Ибрахим, въвеждайки го в османската култура и ислямската вяра.
Когато е на 16 години, Ибрахим е изпратен от баща си да служи на османския адмирал. По-късно самият той достига тази позиция и е изпратен да спре опитите на генерал-майор Александър Макензи-Фрейзър да превземе Египет.
Когато през 1813 г. отива в Арабия, той участва във войната срещу Саудитите. По-късно получава управление над Горен Египет. Продължава и завършва войната срещу мамелюците в Египет, а през 1816 г. сменя своя брат Тусун паша като командир на египетските сили в Арабия.
През 1844 г. става съ-управител на Египет поради заболяване на Мохамед Али паша и го наследява на поста през 1848 г., но скоро умира.